# Wrayanna soluta
Wrayanna soluta is een slakkensoort uit de familie van de Assimineidae. De wetenschappelijke naam van de soort is voor het eerst geldig gepubliceerd in 1897 door Möllendorff.